# Epidendrum minus
Epidendrum minus là một loài thực vật có hoa trong họ Lan. Loài này được (Cogn.) Hágsater mô tả khoa học đầu tiên năm 1999.